# Catherine Josephine Duchesnois

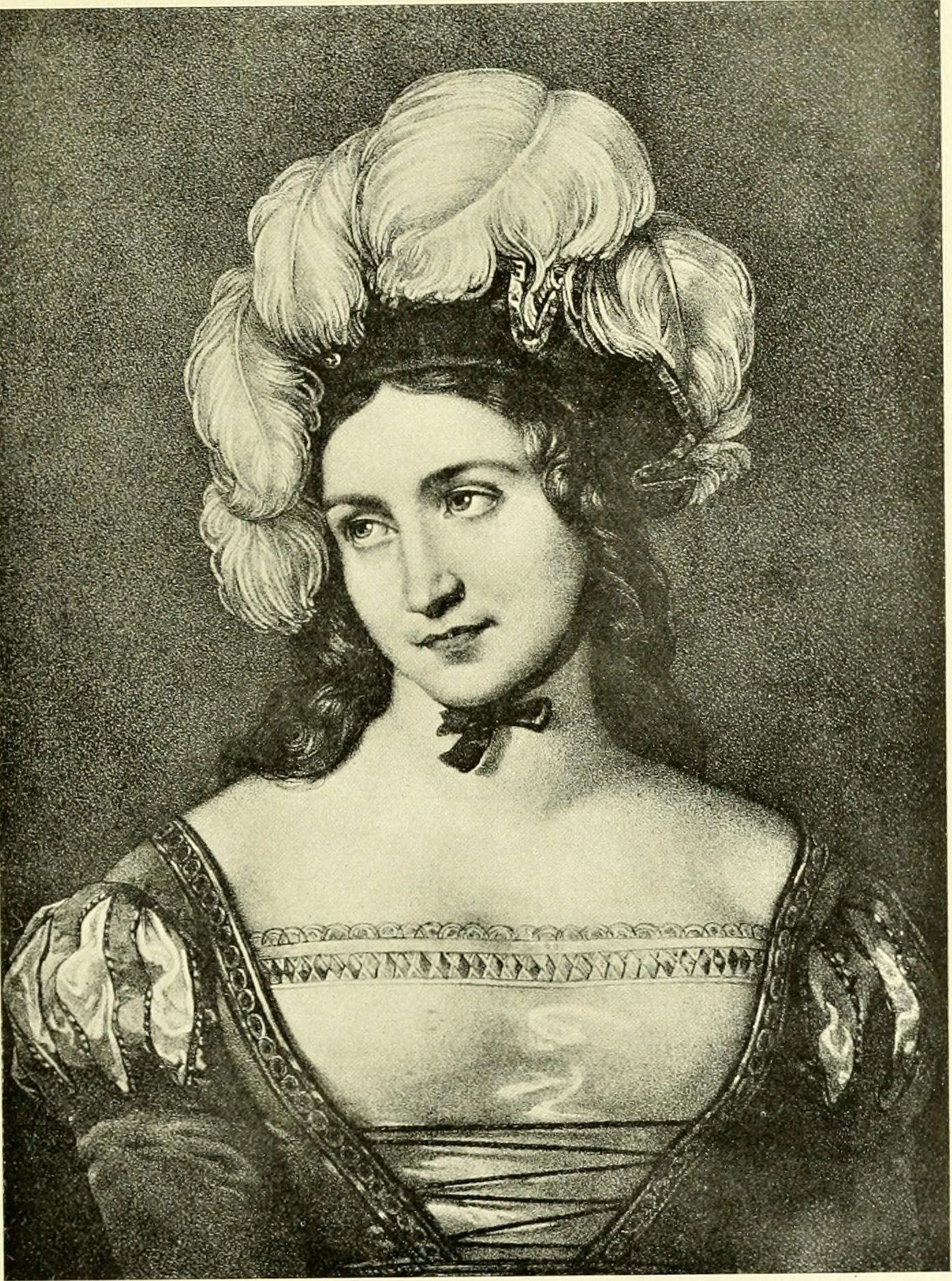
Catherine Josephine Duchesnois

Catherine Josephine Duchesnois, eigentlich Josephine Rafuin, (* 5. Juni 1777 in Saint-Saulve, Département Nord; † 8. Januar 1835 in Paris) war eine französische Schauspielerin und eine der Geliebten von Napoleon.

## Leben
Duchesnois, eigentlich Rafuin, später geändert zu Rafin, war eine Tochter armer Eltern. Ihr Vater handelte mit Vieh und ihre Mutter betrieb ein Wirtshaus in Marquis bei Mons. Sie hatte niemals eine Schule besucht und wurde von einer alten Frau notdürftig im Lesen und Schreiben unterwiesen. Bereits in jungen Jahren musste sie sich ihren Lebensunterhalt selbst verdienen und arbeitete als Dienstmädchen in Valenciennes. Sie erlernte dort auch bald das Handwerk der Schneiderei und konnte sich so teilweise in Paris ihren Unterhalt verdienen. Beim Ausbruch der Revolution lebte sie bei ihrer Schwester in Paris. Nach dem 9. Thermidor kehrte sie nach Valenciennes zurück. Dort fasste sie den Entschluss Schauspielerin zu werden. Am 10. Januar 1797 trat sie erstmals mit Erfolg in einem Volkstheater auf und begab sich nach Paris an die Theaterschule, nahm Unterricht in Deklamation bei dem Dichter Étienne Vigée und bei dem Schriftsteller Gabriel-Marie Legouvét. Der Dichter nahm sie mit in den Salon der Malerin Élisabeth Vigée-Lebrun, seiner Schwester, und ließ sie dort vor Publikum einige Rollen rezitieren. Die Malerin beschrieb den Besuch wie folgt:

„Wir waren alle entzückt von einem so großen Talent und konnten nicht begreifen, daß man sie nicht an der Comédie engagieren wolle. Allerdings war Fräulein Duchesnois gar nicht hübsch, aber ich zweifle nicht, daß das Publikum ihre Häßlichkeit vergessen werde, sobald es sie höre.“

Die Malerin wandte sich an ihre Bekannte Madame de Montesson, die bei Napoleon in großer Gunst stand und erzählte ihr von dem großen Talent der junge Künstlerin. Madame de Montesson lud sie daraufhin zu einer großen Abendveranstaltung zu sich ein und sie begeisterte ihn Publikum. Anschließend wurden die nötigen Schritte eingeleitet ihr die Aufnahme in die Comédie-Française zu bereiten. Am 3. August 1802 trat sie dort erstmals in der Tragödie Phèdre von Jean Racine auf und war von da an 28 Jahre lang fester Bestandteil des Ensembles. 
Etwa zwei Jahre nach ihrem Debüt hatte Napoleon ihr Spiel in der Comédie bewundert und ihr nach der Vorstellung viel Schmeichelhaftes übermitteln lassen. Er ließ sie noch am selben Abend in die Tuilerien rufen. Doch bei ihrer Ankunft hatte er bereits vergessen, dass er sie bestellt hatte und er ließ ihr mitteilen, dass er noch einige Augenblicke beschäftigt sei, und sie sich inzwischen auskleiden solle. Doch er ließ sie in seinem kalten Gemach warten und schließlich zog sie sich wieder an und verließ den Palast. Er verlangte nie wieder nach ihr, auch wenn er ihr Schauspiel sehr schätzte.
Durch eine chronische Krankheit musste sie Bühne schließlich verlassen und starb verarmt 1835 in Paris. Sie hinterließ eine Tochter und zwei Söhne.
Der Vater ihres ältesten Sohnes Henri Achille Rafin, war ein Sohn des Harfenisten Louis Casimir Baecker (1790–1864), Adoptivsohn der Madame Stéphanie Félicité de Genlis. Der jüngere, Anatole Charles Cyrus Rafin, war vermutlich ein Sohn des Alexis de Lawoestine, das Enkels der Madame. Rosamunde Josephine Rafin entstammte einer Liaison dem Infanteriemajor Charles Gelinet.
Duchesnois besaß ein ungewöhnliches Darstellungstalent für tragische Rollen, das durch eine imponierende Erscheinung und angenehme, klangvolle Stimme unterstützt wurde. Ihre Hauptleistungen waren Semiramis, Roxane, Hermione, Maria Stuart Jeanne d’Arc und andere Rollen. Über ihr Äußeres wurde zu jener Zeit viel gesprochen. Sie war keine verführerische Schönheit, wie sie sich das Publikum für eine Heldenrolle wünschte und so soll Alexander Dumas sie mit einem der Fayencelöwen verglichen haben, die man auf Balustraden aufgestellt findet. Alphonse de Lamartine soll sie als „große magere, blasse, sehr häßliche Frau mit langen schwarzen Haaren“ beschrieben haben, „die ihre Stirn wie ein Diadem schmückten“. Der Schriftsteller Stendhal nannte sie hingegen das „Non plus ultra der Kunst“.